# (105) Artemis
(105) Artemis – duża planetoida pasa głównego planetoid.

## Odkrycie
Planetoida została odkryta 16 września 1868 roku w Detroit Observatory w mieście Ann Arbor przez Jamesa Watsona. Nazwa planetoidy pochodzi od bogini Artemidy z mitologii greckiej.

## Orbita
(105) Artemis krąży w średniej odległości 2,37 j. a. od Słońca, o okresie obiegu 3 lat i 240 dni. Wykonuje jeden pełny obrót wokół własnej osi w czasie 16 godzin 50 minut.

## Właściwości
Planetoida ma typ spektralny C, co znaczy, że jest obiektem bardzo ciemnym, składającym się głównie z węglanów.
Kilkakrotnie zostało zaobserwowane zakrycie (105) Artemis.